# Ischyrosaurus
Ischyrosaurus là một chi khủng long sauropoda sống vào thời kỳ Jura muộn tại nơi ngày nay là Dorset, Anh.